# Stroudia insueta
Stroudia insueta är en stekelart som beskrevs av Giordani Soika 1976. Stroudia insueta ingår i släktet Stroudia och familjen Eumenidae. Inga underarter finns listade i Catalogue of Life.